# Jan Pavlis jr.
Jan (Hans) Pavlis jr. (Praag, 21 augustus 1858 – Györ (toen nog: Raab geheten), 13 juli 1915) was een Boheems componist, muziekpedagoog en dirigent. Hij is de zoon van de componist, muziekpedagoog, dirigent en trombonist Jan Pavlis sr.. Ook zijn zoon Anton Pavlis was militaire kapelmeester bij de militaire muziekkapel van het 3e Bosniaken Regiment. 

## Levensloop
Pavlis kreeg zijn eerste muzieklessen van zijn vader en aan de muziekschool Proksch. Hij studeerde aan het Státní konservatori hudby v Praze te Praag en aan de orgelschool te Praag. Van 1876 tot 1879 was hij viool solist bij het symfonieorkest van het Infanterie-Regiment nr. 24. Na de dood van zijn vader volgde hij hem op en werd hij directeur van de muziekschool van de Verein für Hebung und Förderung der Militärmusik in Böhmen te Praag. In deze functie bleef hij tot 1895. Eveneens was hij muziekdocent aan de cadettenschool. Van 1895 tot 1915 was hij militaire kapelmeester van de Militaire muziekkapel van het Bosnisch-Herzegovinisch Infanterie-Regiment nr. 4 te Wenen. 
Als componist schreef hij vooral werken voor harmonieorkest.

## Composities

### Werken voor harmonieorkest
- 4er Bosniaken-Marsch
- A junger Drahrer
- Bilínsky Marsch
- Der vaterländische Marsch
- Filipper Marsch
- Hej Slovana!
- Hoering-Marsch
- Kerny-Marsch
- Kroatischer Marsch
- Luftschiffer-Marsch
- Napred! / Vorwärts!, mars
- National-Marsch
- Oberst Hubl-Marsch
- Oberst Klein-Marsch
- Österreichischer Flottenverein Parade-Marsch
- Ungarischer Marsch
- Vereinigungs-Marsch
- Vor Lublin, mars
- Zdravo Muci, mars
- Zeravica-Marsch

## Publicaties
- Schematismus sämtlicher Kapellmeister in der k. und k. österreichischen Armee für das Jahr 1894, Prag : Hans Pavlis, 1894. 39 p.